# Ixora gibbsiae
Ixora gibbsiae är en måreväxtart som beskrevs av Cornelis Eliza Bertus Bremekamp. Ixora gibbsiae ingår i släktet Ixora och familjen måreväxter. Inga underarter finns listade i Catalogue of Life.